# Piz Muragl
Piz Muragl är ett berg i Schweiz.   Det ligger i regionen Maloja och kantonen Graubünden, i den östra delen av landet, 190 km öster om huvudstaden Bern. Toppen på Piz Muragl är 2 499 meter över havet.
Terrängen runt Piz Muragl är huvudsakligen bergig, men österut är den kuperad. Närmaste större samhälle är St. Moritz, 6,3 km väster om Piz Muragl. 
Trakten runt Piz Muragl består i huvudsak av gräsmarker. Runt Piz Muragl är det glesbefolkat, med 18 invånare per kvadratkilometer.